# 빌리 크로퍼드
빌리 크로퍼드(Billy Crawford, 1982년 5월 16일 ~ )은 필리핀-미국의 배우, 가수, 텔레비전 진행자이며 배우이다.